# Ellend
Ellend es un pueblo ubicado en el distrito de Pécs, en el condado de Baranya, Hungría.

## Superficie
Posee una superficie de 7,990 kilómetros cuadrados.

## Demografía
Hasta 2019 la población era de 177 habitantes, con una densidad de población de 22,15 habitantes por kilómetro cuadrado.